# Sanam (Niger)
Sanam (auch: Sannam) ist eine Landgemeinde im Departement Abala in Niger.

## Geographie
Der Gemeinde ist Teil der Übergangszone zwischen Sahel und Sahara. Die Nachbargemeinden sind Abala im Norden und Westen, Tébaram im Osten und Kourfeye Centre im Süden.
Bei den Siedlungen im Gemeindegebiet handelt es sich um 47 Dörfer und 118 Weiler. Der Hauptort der Landgemeinde ist das Dorf Sanam. Es liegt auf einer Höhe von 268 m.
Die Jagdzone von Sanam ist eines der von der staatlichen Generaldirektion für Umwelt, Wasser und Forstwirtschaft festgelegten offiziellen Jagdreviere Nigers.

## Geschichte
Sanam ist nach einem Fulbe-Anführer der 1930er Jahre namens Mai Sanam benannt. In dem Gebiet hatten sich damals Hausa-Jäger aus Soucoucoutane und Dogondoutchi niedergelassen. Im Dürrejahr 1973 flüchteten Fulbe-Viehzüchter aus dem Hauptort ins Dorf Maï Talakia, wo sie ihren Lebensunterhalt mit Feldarbeit bestritten. Im Dürrejahr 1984 fanden Viehzüchter aus dem Hauptort für drei Monate in Dogondoutchi Zuflucht.
Die Landgemeinde Sanam entstand als Verwaltungseinheit bei einer landesweiten Verwaltungsreform 2002. Dabei wurden Sanam aus dem Kanton Kourfey herausgelöst. Seit 2011 gehört Sanam nicht mehr zum Departement Filingué, sondern zum neugegründeten Departement Abala.
Infolge des 2012 beginnenden Konflikts in Nordmali kam es auch im Westen Nigers besonders ab 2019 zu einer Verschlechterung der Sicherheitslage. Bei einem mutmaßlich von Dschihadisten verübten Anschlag auf einen Militärkonvoi in Sanam wurden am 25. Dezember 2019 14 Soldaten der Streitkräfte Nigers getötet. Ein mutmaßlich von der Terrorgruppe Islamischer Staat in der Größeren Sahara verübter Anschlag auf die Nationalgarde in Sanam am 3. Januar 2022 forderte fünf Tote und sieben Verletzte.

## Bevölkerung

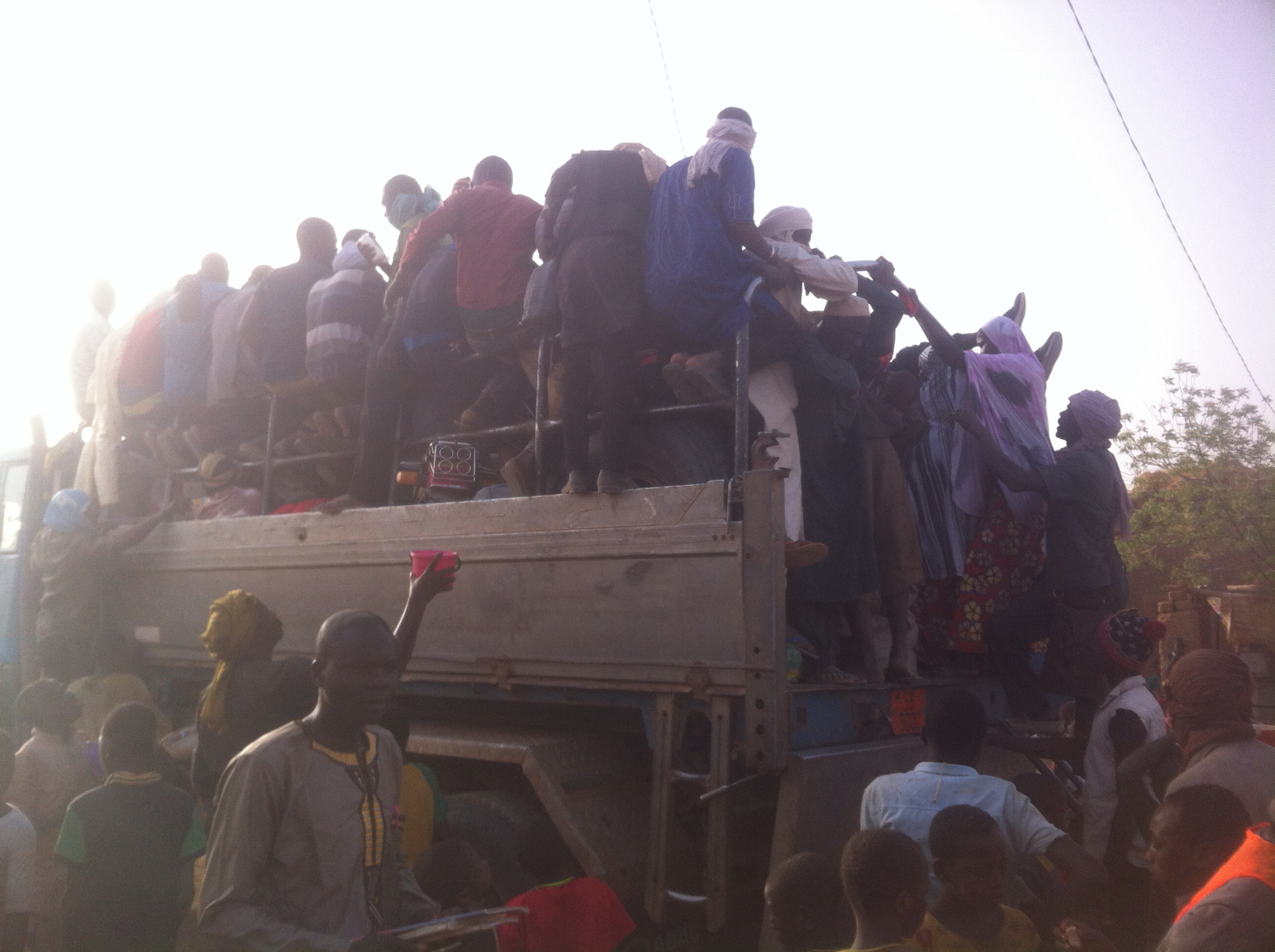
Menschen auf einem Fahrzeug in Sanam (2020)

Bei der Volkszählung 2012 hatte die Landgemeinde 68.466 Einwohner, die in 8872 Haushalten lebten. Bei der Volkszählung 2001 betrug die Einwohnerzahl 43.568 in 5782 Haushalten.
Im Hauptort lebten bei der Volkszählung 2012 8921 Einwohner in 1217 Haushalten, bei der Volkszählung 2001 4857 in 644 Haushalten und bei der Volkszählung 1988 3955 in 528 Haushalten.
Mehr als 90 % der Bevölkerung gehören der Volksgruppe der Hausa an. Außerdem leben Tuareg, Fulbe und Zarma in der Gemeinde.

## Politik
Der Gemeinderat (conseil municipal) hat 18 gewählte Mitglieder. Mit den Kommunalwahlen 2020 sind die Sitze im Gemeinderat wie folgt verteilt: 8 RDP-Jama’a, 6 [[Nigrische Partei für Demokratie und 1 MNSD-Nassara. Sozialismus|PNDS-Tarayya]], 3 MPN-Kiishin Kassa und 1 MNSD-Nassara.
Jeweils ein traditioneller Ortsvorsteher (chef traditionnel) steht an der Spitze von 38 Dörfern in der Gemeinde, darunter dem Hauptort.

## Kultur und Sehenswürdigkeiten
Die Moschee von Sanam wurde 1998 während des Ramadan erbaut. Die Bauzeit betrug nur etwa 45 Tage. Geplant wurde die Moschee von El Hadj Abou Moussa, einem Schüler des Architekten Falké Barmou.

## Wirtschaft und Infrastruktur
Im Norden der Gemeinde wird vor allem Viehzucht und im Süden vor allem Ackerbau betrieben. Weitere Wirtschaftszweige in Sanam sind der Handel und das Handwerk. Im Hauptort wird ein Wochenmarkt abgehalten, ebenso in den Dörfern Abarey, Ayawa, Eza, Kololo, Koukagoubé, Maïchilmi und Tchinalgan. Die Niederschlagsmessstation im Hauptort wurde 1981 in Betrieb genommen. Rund 80 % der Einwohner von Sanam wurden 2011 in einer Studie der französischen Nichtregierungsorganisation ACTED als arm oder sehr arm eingestuft. Mehr als 81 % der Einwohner hatten keinen Zugang zu Latrinen in der näheren Umgebung.
Gesundheitszentren des Typs Centre de Santé Intégré (CSI) sind im Hauptort sowie in den Siedlungen Bankali, Dan Marké I, Eza, Maïchilmi und Tchinalgan vorhanden. Der CEG Sanam ist eine allgemein bildende Schule der Sekundarstufe des Typs Collège d’Enseignement Général (CEG). Das Berufsausbildungszentrum Centre de Formation aux Métiers de Sanam (CFM Sanam) bietet Lehrgänge in familiärer Wirtschaft und Tischlerei an.
Durch Sanam verläuft die Nationalstraße 25, die den Ort mit den Nachbargemeinden Abala und Tébaram verbindet.